# Дефтердар джамия
Дефтердар джамия или Дефтердар Махмут Ефенди джамия (на турски: Defterdar Camii или Defterdar Mahmut Efendi Camii) е османска джамия от 16-ти век, разположена в Еюп, Истанбул, Турция. Тя е поръчана от дефтердар (главен финансов секретар) Назлъ Maхмут Ефенди (ок. 1500–1546) и е построена от архитекта Мимар Синан през 1542 г. Вместо полумесец, тази джамия има „мастилница и писалка“ на върха на своя купол, представляващ професията на основателя на джамията (defterdar произлиза от defter, „тетрадка, регистър“ и наставката -dar, „изпълнител“). Оригиналната двойка е разрушена от буря през 1997 г. Десет години по-късно, на 30 май 2007 г., нов мастилник и писалка са монтирани на върха на купола на джамията.

## Галерия
- Джамията Дефтердар Махмут Ефенди отпред
- Джамия Дефтердар Махмут Ефенди отстрани с минаре
- Интериор на джамията Дефтердар Махмут Ефенди
- Мавзолеят на Дефтердар Махмут Ефенди

|  | Тази страница частично или изцяло представлява превод на страницата Defterdar Mosque в Уикипедия на английски. Оригиналният текст, както и този превод, са защитени от Лиценза „Криейтив Комънс – Признание – Споделяне на споделеното“, а за съдържание, създадено преди юни 2009 година – от Лиценза за свободна документация на ГНУ. Прегледайте историята на редакциите на оригиналната страница, както и на преводната страница, за да видите списъка на съавторите. ВАЖНО: Този шаблон се отнася единствено до авторските права върху съдържанието на статията. Добавянето му не отменя изискването да се посочват конкретни източници на твърденията, които да бъдат благонадеждни. |